# Gran Premio Ciclista La Marsellesa 2014
La 35.ª edición del Gran Premio Ciclista la Marsellesa tuvo lugar el 2 de febrero de 2014.
La carrera formó parte del UCI Europe Tour 2014, en categoría 1.1, siendo la primera prueba el calendario. 
El ganador final fue Kenneth Van Bilsen tras ganar en el sprint a Baptiste Planckaert y Samuel Dumoulin, respectivamente.

## Equipos participantes
Tomaron parte en la carrera 18 equipos: 5 equipos de categoría UCI ProTeam; 8 de categoría Profesional Continental; y 5 de categoría Continental. 
| N.º     | Cód. UCI | Equipo                       | Categoría               |
| ------- | -------- | ---------------------------- | ----------------------- |
| 1-8     | LPM      | La Pomme Marseille           | Continental             |
| 11-18   | ALM      | Ag2r La Mondiale             | UCI ProTeam             |
| 21-28   | FDJ      | FDJ.fr                       | UCI ProTeam             |
| 31-38   | EUC      | Team Europcar                | UCI ProTeam             |
| 41-48   | COF      | Cofidis, Solutions Crédits   | Profesional Continental |
| 51-58   | BIG      | BigMat-Auber 93              | Continental             |
| 61-68   | BSE      | Bretagne-Séché Environnement | Profesional Continental |
| 71-78   | RLM      | Roubaix Lille Métropole      | Continental             |
| 81-88   | LTB      | Lotto-Belisol                | UCI ProTeam             |
| 91-98   | GIA      | Giant-Shimano                | UCI ProTeam             |
| 101-108 | IAM      | IAM Cycling                  | Profesional Continental |
| 111-118 | CJR      | Caja Rural-Seguros RGA       | Profesional Continental |
| 121-128 | CCC      | CCC Polsat Polkowice         | Profesional Continental |
| 131-138 | TSV      | Topsport Vlaanderen-Baloise  | Profesional Continental |
| 141-148 | WIL      | Verandas Willems             | Continental             |
| 151-158 | WBC      | Wallonie-Bruxelles           | Continental             |
| 161-168 | WGG      | Wanty-Groupe Gobert          | Profesional Continental |
| 171-178 | SKT      | An Post-ChainReaction        | Profesional Continental |

## Clasificación final
| \| Posición \| Ciclista \| Equipo \| Tiempo \| \| -------- \| ------------------- \| --------------------------- \| --------------- \| \| 1. \| Kenneth Van Bilsen \| Topsport Vlaanderen-Baloise \| 3 h 34 min 18 s \| \| 2. \| Baptiste Planckaert \| Roubaix Lille Métropole \| m.t. \| \| 3. \| Samuel Dumoulin \| Ag2r La Mondiale \| m.t. \| \| 4. \| John Degenkolb \| Giant-Shimano \| m.t. \| \| 5. \| Arthur Vichot \| FDJ.fr \| m.t. \| \| 6. \| Julien Simon \| Cofidis, Solutions Crédits \| m.t. \| \| 7. \| Laurent Pichon \| FDJ.fr \| m.t. \| \| 8. \| Pello Bilbao \| Caja Rural-Seguros RGA \| m.t. \| \| 9. \| Evaldas Šiškevicius \| La Pomme Marseille \| m.t. \| \| 10. \| Romain Bardet \| Ag2r La Mondiale \| m.t. \| |                     |                             |                 |
| Posición | Ciclista            | Equipo                      | Tiempo          |
| 1. | Kenneth Van Bilsen  | Topsport Vlaanderen-Baloise | 3 h 34 min 18 s |
| 2. | Baptiste Planckaert | Roubaix Lille Métropole     | m.t.            |
| 3. | Samuel Dumoulin     | Ag2r La Mondiale            | m.t.            |
| 4. | John Degenkolb      | Giant-Shimano               | m.t.            |
| 5. | Arthur Vichot       | FDJ.fr                      | m.t.            |
| 6. | Julien Simon        | Cofidis, Solutions Crédits  | m.t.            |
| 7. | Laurent Pichon      | FDJ.fr                      | m.t.            |
| 8. | Pello Bilbao        | Caja Rural-Seguros RGA      | m.t.            |
| 9. | Evaldas Šiškevicius | La Pomme Marseille          | m.t.            |
| 10. | Romain Bardet       | Ag2r La Mondiale            | m.t.            |